# Ход конём (фильм, 1992)
«Ход конём», или «Ход короле́вой» (англ. Knight Moves) — германо-американский мистический триллер режиссёра Карла Шенкеля. Премьера фильма состоялась 16 января 1992 года в Германии.

## Сюжет
Известный гроссмейстер Питер Сандерсон (Кристофер Ламберт) становится главным подозреваемым в убийстве своей возлюбленной. Позднее он получает звонок от настоящего убийцы, который предлагает ему сыграть с ним в шахматы. Каждая фигура в этой партии — возможная жертва, и Сандерсону предстоит не только закончить игру, ставки в которой — человеческие жизни, с наименьшими потерями, но и помочь полиции вычислить маньяка.

## В ролях
- Кристофер Ламберт — Питер Сандерсон
- Дайан Лэйн — Кэти Шеппард
- Том Скерритт — капитан Фрэнк Седман
- Дэниел Болдуин — детектив Энди Вагнер
- Коди Лукас Уилби — девятилетний Дэвид
- Джошуа Мюррей — четырнадцатилетний Питер
- Фрэнк С. Тернер — врач
- Дон Томпсон — отец
- Меган Литч — мать
- Алекс Дьякун — гроссмейстер Луц
- Ферди Мэйн — Джереми Эдмондс
- Кэтрин Изабель — Эрика Сандерсон
- Кели О’Бирн — Деби Ратледж
- Чарльз Бейли-Гейтс — Дэвид Уиллерман
- Блу Манкума — Стив Нолан
- Дуайт МакФи — техник
- Ребекка Тулан — мэр
- Мэрилин Норри — девушка, ищущая жильё
- Донна Ямамото — репортёр
- Рэйчел Хэйворд — последняя жертва

## Съёмочная группа
- Режиссёр-постановщик: Карл Шенкель
- Сценарист: Брэд Мирман
- Продюсеры: Жан-Люк Дифейт, Зияд Эль Хури
- Композитор: Энн Дадли
- Оператор-постановщик: Дитрих Ломанн
- Монтажёр: Норберт Херцнер
- Художник-постановщик: Грэм Мюррей
- Художник по костюмам: Дебора Эвертон
- Гримёр: Маргарет Соломон
- Звукорежиссёр: Андре Бендокки-Альвес
- Спецэффекты: Гарри Поллер
- Постановка трюков: Джеральд Пэц

## Награды
1992 — Приз Международного кинофестиваль детективного кино в Коньяке — Карл Шенкель

## Саундтрек
- «Fool That I Am» в исполнении Кэрол Кеньон
- «I Put a Spell on You» в исполнении Кэрол Кеньон